# Església romànica de Sant Martí d'Ogassa
L'església parroquial de Sant Martí d'Ogassa, situada municipi d'Ogassa, es troba a 1.370 m d'altitud, als vessants de la Serra Cavallera, a ponent de Surroca de Baix, amb la qual la uneix una dolenta pista de muntanya. La primitiva església de Sant Martí dAguacia fou consagrada en data desconeguda pel bisbe de Vic Arnulf (993-1030), i fou refeta per Joan Oriol i consagrada pel seu cunyat l'Abat Oliba, el 1024.[nota A 1.]
Al segle XII fou molt modificada, sobretot la façana, que forma com una gran pantalla amb un ample campanar d'espadanya de doble finestra, absorbit més tard pel cos de l'obra; la resta és un edifici d'una sola nau amb capelles als murs laterals. Si venerava una notable imatge gòtica d'alabastre de la Mare de Déu del Puig de França, ara al Museu Episcopal de Vic, de la qual resta una reproducció molt lliure i de poca vàlua. Al seu costat hi ha el cementiri, i unes quantes masies disperses pels vessants de la vall. El 1708 es bastí un petit oratori, dedicat a la Mare de Déu de la Bonanova. El cens parroquial era de 14 famílies el 1626 i de 12 masos el 1686. Actualment la parròquia consta de 24 habitants.

## Mare de Déu del Puig de França

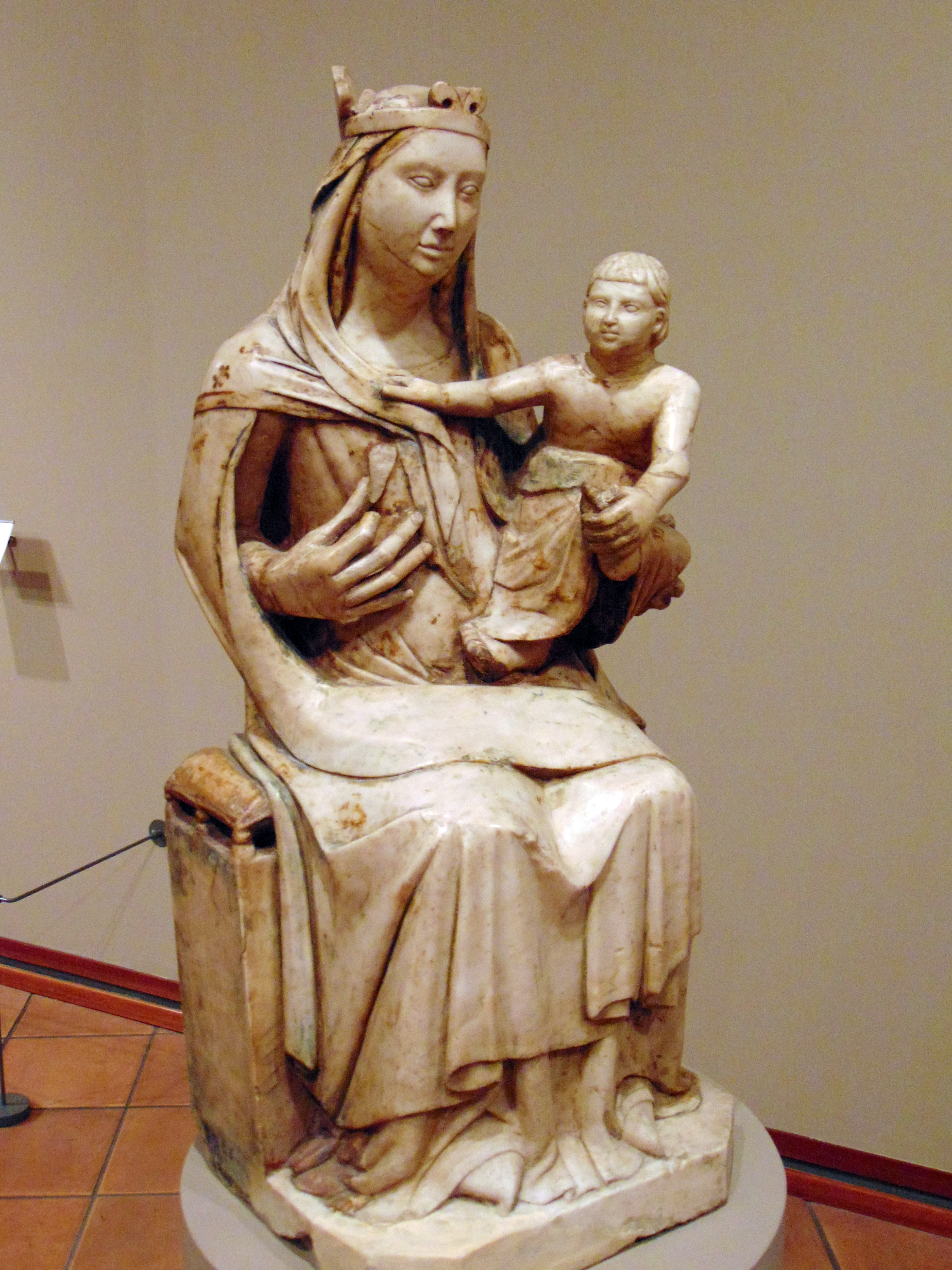
Segon quart del segle XIV, alabastre, 68 x 30'5 x25 cm

Actualment en el Museu Episcopal de Vic. Aquesta imatge de la Mare de Déu sedent és, com el retaule de la Passió de Bernat Saulet, un reflex de l'activitat dels escultors especialitzats en la talla d'alabastre que va treballar a Sant Joan de les Abadesses. Aquesta era venerada com a Marededéu del Puig de França i on actualment n'hi ha una reproducció exacta.
El frare dominicà Narcís Camós, en la seva coneguda obra Jardin de Maria plantado en el Principado de Cataluña (1657), fa un inventari de l'extensió del culte marià en terres catalanes i recull una llegenda sobre l'origen d'aquesta imatge segons la qual hauria estat portada per uns pelegrins francesos. Malgrat que aquesta llegenda es contradiu obertament amb les evidències estilístiques que, com s'ha dit, permeten a hom considerar-la entre les obres produïdes pel taller de Sant Joan de les Abadesses durant el segon quart del segle XIV.

## Sant Martí

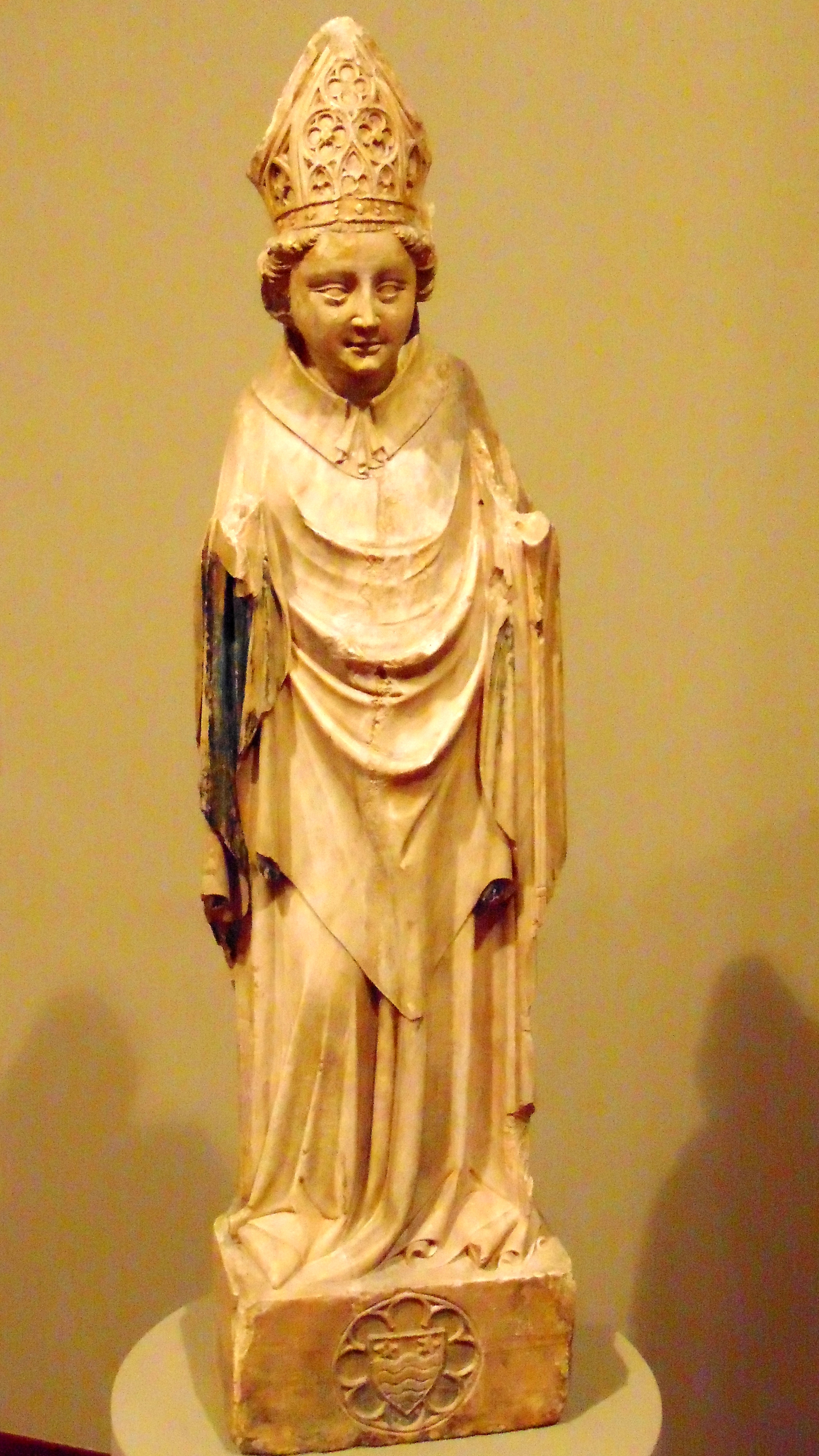
Segon quart del segle XIV, alabastre, 95 x 24 x 15 cm

Imatge actualment en el Museu Episcopal de Vic. Sant Martí va viure al segle IV i va ser bisbe de la ciutat francesa de Tours. Aquesta imatge representa com a tal: la mitra que porta és un atribut característic de la dignitat episcopal. Cal observar la delicada traceria que la decora i que recorda un finestral gòtic.
Sembla que aquesta imatge presidia un retaule de pedra dedicat a Sant Martí que va ser sufragat per Arnau d'Estanyet l'any 1356. Aleshores aquest personatge era canonge de Sant Martí Sacosta, a Girona, però abans havia estat rector d'Ogassa. De fet, l'escut de la base, que conté unes ones, podria correspondre perfectament al llinatge Estanyet.

## Nota A 1.
| « | <"Era l'any 2024; l'església ja existia, havia estat consagrada, no gaires anys abans, pel bisbe Arnulf, que regí la seu ausonesa del 993 al 1010. Podia, doncs, als voltants d'un quart de segle; però, com que <<era lletja, fou destruïda i restaurada més ricament>>. És l'esperit de renovació que bufa. Eren propietaris de l'església, que estava situada dintre del seu alou al qual servia, el baró il·lustrissim Joan Oriol i la seva esposa Adelaida, germana del bisbe Oliba. Foren ells els autors de la renovació i els qui pregaren al seu germà que anés a consagrar-la; amb aquest motiu Oliba confirmava l'acta de dotació del bisbe Arnulf, i la renovava atribuint a l'església tots els delmes i les primícies de les viles compreses en la seva rodalia, els termenals de la qual són fixats amb tot detall; prohibia que ningú gosés bastir cap oratori en el terme sense permís de Joan Oriol ni que li fos imposat altre servei que acudir al sínode episcopal a la seu de Vic, oferint un diner de cera en agraïment. Per la seva banda, els patrons donaven a la seva església cases, horts i farraginars, i els delmes de llurs coromines i de les pastures de muntanya i dels boscos, i dels terços i les mitges que cobraven, i dels horts i herbes; i l'oferta del ous de Pasqua. El document és altament instructiu sobre l'econòmia d'una església de patronat particular"> | » |